# Rezerwat przyrody Koniuszanka I
Rezerwat przyrody Koniuszanka I – rezerwat przyrody nieożywionej znajdujący się w gminie Nidzica, powiecie nidzickim (województwo warmińsko-mazurskie).
Rezerwat składa się z dwóch osobnych płatów o łącznej powierzchni 23,91 ha (akt powołujący podawał 24,04 ha).
Został utworzony w 1978 roku dla ochrony obszarów ze zjawiskiem sufozji obserwowanym na strumieniu Koniuszanka, który koło osady Rakarnia zanika, by „wypłynąć” ponownie 2 km dalej ze źródeł wysiękowych. Szlak cieku podziemnego znaczą osuwiska, tzw. leje sufozyjne.